# Sievekingia
Sievekingia é um género botânico pertencente à família das orquídeas (Orchidaceae).